# Leka Zogu
Leka Zogu (ur. 5 kwietnia 1939 w Tiranie, zm. 30 listopada 2011 tamże) – następca tronu Królestwa Albanii (książę koronny) i pretendent do tronu tego kraju.

## Życiorys
Był jedynym synem Ahmeda I Zogu, króla Albanii, i jego żony, królowej Geraldiny. Urodził się dwa dni przed napaścią wojsk włoskich na Królestwo Albanii.
Ukończył szkołę średnią w Szwajcarii, studiował ekonomię na Sorbonie, wstąpił do Royal Military Academy w Sandhurst w stopniu porucznika. Planowane studia na Uniwersytecie Oksfordzkim nie doszły do skutku z uwagi na pogarszający się stan zdrowia ojca. Uznał także, że powinien zostać muzułmaninem, jak jego ojciec.
Tytuł królewski odziedziczył wraz ze śmiercią ojca. 15 maja 1961 w Paryżu parlament emigracyjny, działając zgodnie z konstytucją z 1928, ogłosił Lekę królem Albańczyków. W 1962 zamieszkał w Madrycie, uzyskując azyl polityczny od gen. Francisco Franco. Skupił wokół siebie środowisko emigracyjne, z uchodźczym rządem na czele.
Leka zajmował się handlem nieruchomościami. W 10 października 1975 w Biarritz ożenił się z byłą nauczycielką, Australijką Susan Cullen-Ward, zmarłą w 2004, która przez zwolenników monarchii nazywana była królową Zuzanną. Miał jednego syna, także o imieniu Leka, urodzonego w 1982.
W 1980 został oskarżony przez rząd Albanii o działalność antypaństwową, podżeganie do powstania w Kosowie i przygotowywanie inwazji, celem objęcia władzy. Następnie zmuszony do opuszczenia Hiszpanii, zamieszkał w Australii, aby ostatecznie osiąść w Południowej Afryce. Tam zajmował się zarządzaniem przedsiębiorstwem rolnym i handlem surowcami mineralnymi.
W 1985–1991 prowadził ożywioną działalność dyplomatyczną, odwiedzając liczne kraje Zachodu. Wspierał finansowo powstańców albańskich w Kosowie. W 1993 po raz pierwszy próbował wjechać do Albanii, jednak władze kraju wycofały jemu wizę. Kolejną próbę podjął w 1996. Z powodu strzelaniny wywołanej przez jego przeciwników lub prowokatorów w czasie wiecu poparcia dla Leki w Tiranie, musiał opuścić kraj.
Zabiegał o przywrócenie w Albanii ustroju monarchicznego. W ogólnonarodowym referendum z 29 czerwca 1997, ideę tę poparła jedna trzecia Albańczyków. Leka Zogu uznał wyniki za zmanipulowane, prowadząc w 1997–1999 kampanię na rzecz monarchii.
28 czerwca 2002, po 63 latach wygnania, powrócił wraz rodziną do kraju. W 2004 utworzył partię Ruch na rzecz Rozwoju Narodowego (Lëvizja për Zhvillim Kombëtar), a dwa lata później ogłosił wycofanie się z życia politycznego.
17 listopada 2011 trafił do szpitala uniwersyteckiego w Tiranie. Zmarł pod koniec miesiąca.